# When You're Through Thinking, Say Yes (Acoustic)
When You're Through Thinking, Say Yes (Acoustic) è un album in studio acustico del gruppo musicale statunitense Yellowcard, autoprodotto e pubblicato il 25 ottobre 2011 dalla Hopeless Records.

## Descrizione
Si tratta della versione acustica di When You're Through Thinking, Say Yes, l'album che la band aveva pubblicato nel marzo dello stesso anno e che aveva segnato il ritorno sulle scene degli Yellowcard dopo la pausa presa nel 2008. L'album è stato tenuto segreto dalla band (anche se Amazon aveva messo il CD in vendita nel Regno Unito per qualche ora alcuni giorni prima della sua uscita), e l'annuncio della sua uscita è stato dato solamente il giorno prima tramite un messaggio sul proprio sito ufficiale. La band ha spiegato che data l'ottima risposta dei fan all'album della reunion e dato il piacere che ha sempre avuto il gruppo nel suonare canzoni acustiche, i membri hanno pensato di registrare l'intero album in acustico, e la loro etichetta Hopeless Records ha accolto entusiasticamente il progetto.
Gli stessi Ryan Mendez (chitarrista della band) e Ryan Key (cantante) si sono incaricati di produrre l'album, registrandolo con l'aiuto di Cassadee Pope, cantante degli Hey Monday, che ha duettato con Key in Hang You Up, e della viola di Rodney Wirtz.

## Critica
Thomas Nassiff di AbsolutePunk valuta l'album 8/10, apprezzando in particolar modo la cura che la band ha messo nella registrazione di questa versione acustica; secondo il recensore la bellezza del disco originale non viene assolutamente meno anche in questa veste. 5/5 è il voto dato da Alterthepress, mentre Sputnikmusic lo valuta 3.5/5, affermando che l'album è un degno complemento alla versione originale e che il cantato di Ryan Key, qui più in evidenza, si dimostra all'altezza della sfida; ciononostante, una pecca è riscontrata nella resa di alcune canzoni già unplugged nell'originale, come Hang You Up e Sing for Me, che suonano troppo simili alla loro versione su WYTTSY.
Il sito Groovebox.it gli assegna una valutazione di 7/10, affermando che la versione acustica delle canzoni di When You're Through Thinking, Say Yes ci offre un nuovo lato di esse "grezzo ma allo stesso tempo ricco di fascino". Sulla stessa linea Spaziorock, che spiega come l'uscita di questo album non vada intesa come una mera operazione commerciale, ma aggiunga effettivamente qualcosa di sostanzioso alla discografia della band, raccontandone un lato più maturo ed intimista.

## Tracce
Testi e musiche di Ryan Key.
1. The Sound of You and Me – 4:39
2. For You, and Your Denial – 3:36
3. With You Around – 3:06
4. Hang You Up (feat. Cassadee Pope) – 4:04
5. Life of Leaving Home – 3:30
6. Hide – 3:50
7. Soundtrack – 3:40
8. Sing for Me – 3:48
9. See Me Smiling – 3:50
10. Be the Young – 3:59

## Formazione
- Ryan Key – voce, chitarra e produzione
- Ryan Mendez – chitarra, produzione e mixaggio
- Sean Mackin – violino e cori
- Cassadee Pope – voce in Hang You Up
- Rodney Wirtz – viola
- Brian Manley – design e fotografia

## Classifiche
L'album è entrato al 47º posto della classifica degli album rock più venduti, e al 44º in quella degli album indipendenti.
| Classifica                | Posizione |
| ------------------------- | --------- |
| Stati Uniti (independent) | 44        |
| Stati Uniti (rock)        | 47        |